# Cardinals Green
Cardinals Green is een dorp in het Engelse graafschap Cambridgeshire. Het dorp ligt in het district South Cambridgeshire en telt ca. 130 inwoners.